# Lmbatavank
Lmbatavank (armeniska: Լմբատավանք; även Surb Stepanos som betyder Sankt Stefan) är en armenisk-apostolisk kyrka belägen på en sluttning sydväst om staden Artik i Sjirak, Armenien. Den byggdes på 600-talet och var avsedd för Stefanos.

## Historia
Mellan 1955 och 1956 blev kyrkan delvis rekonstruerad, utgrävningar skedde sedan under 1960 för att rensa ut området framför kyrkan, och under stenarna hittades en kyrkogård från bronsåldern och khachkarer. Vissa av dessa khachkarer kan fortfarande ses i och längs stödmurar intill kyrkan och andra gravstenar i närheten.

## Arkitektur

### Exteriör
Kyrkan har en liten korsformad centralplan med en oktagonal kupol över sig. Kupolen är täckt av ett tak med paraplystil. De andra fyra delarna av kyrkan har sadeltak. Det finns en port som leder in i byggnaden, och intill huvudingången finns en annan, dörrlös, öppning till ett sidokapell. På andra sidan av kyrkan det inskriptioner och ett ihåligt mantuanskt kors som vilar i mitten av en cirkel placerad till vänster om det nedre fönstret. Samma kors kan ses på andra kyrkor i området kring Artik.

### Interiör
I den inre delen av kyrkan finns viktiga freskomålningar från 600-talet. På altaret och på varje sida finns lämningar som skildrar Jesus i centrum som omges av symboler för himmelska makter. Det finns också en bild av Sankt Göran som rider på en häst och samtidigt håller en stav toppad med ett kors.